# مليح (مادبا)
قرية مليح "هي قرية أردنية تقع في محافظة مادبا، ضمن قضاء مليح والذي يضم (مليح، لب، دليلة الحمايدة، الوالة، نزهة الوالة، الغدير، الراشدية، الحياض، تجمع السن، تجمع المسيعدات).

## الموقع
تبعد قرية مليح حوالي 22 كم جنوب مادبا على الطريق الملوكي في الأردن".و35 كلم جنوب عمان، وهي تتبع إداريا لب ومليح.
و تقسم مليح إلى عدة مناطق وهي منطقة الراشدية ومنطقة المثلث (مثلث مليح) وحي السواعدة ومليح البلد (قرية مليح) ومنطقة الوالة والتي فيها واحد من أهم معالم قرية مليح وهو سد الوالة.

## التسمية
أصل كلمة مليح يعود إلى بئر سميت باسم بدوي كان أول من دل عليها فأخذت البئر إسمها منه.
تتميز قرية مليح بطبيعتها الجميلة كما أنها تقع على الطريق المؤدي إلى الكرك مما يعدها مقصدا سياحيا داخليا.